# ستارا کامینگتسا
ستارا کامینگتسا (به لهستانی:  Stara Kamienica) یک روستا در لهستان است که در گمینا ستارا کامینگتسا واقع شده‌است. ستارا کامینگتسا ۱٬۲۰۰ نفر جمعیت دارد. این روستا پیش از ۱۹۴۵ بخشی از خاک آلمان بود و به نام Altkemnitz یا کمنیتز قدیم شناخته می‌شد.